# Campeonato nacional de Estados Unidos 1951
Lista de los campeones del Campeonato nacional de Estados Unidos de 1951:

## Senior

### Individuales masculinos
Frank Sedgman vence a  Vic Seixas, 6–4, 6–1, 6–1

### Individuales femeninos
Maureen Connolly vence a  Shirley Fry Irvin, 6–3, 1–6, 6–4

### Dobles masculinos
Ken McGregor /  Frank Sedgman vencen a  Don Candy /  Mervyn Rose, 10–8, 6–4, 4–6, 7–5

### Dobles femeninos
Shirley Fry /  Doris Hart vencen a  Nancy Chaffee /  Patricia Todd, 6–4, 6–2

### Dobles mixto
Doris Hart /  Frank Sedgman vencen a  Shirley Fry /  Mervyn Rose, 6–3, 6–2
| Predecesor: 1950                         | Campeonato nacional de Estados Unidos 1951 | Sucesor: 1952                         |
| Predecesor: Campeonato de Wimbledon 1951 | Grand Slam 1951                            | Sucesor: Campeonato de Australia 1952 |

- Datos: Q2410021